# Meridiano 126 W
O meridiano 126 W é um meridiano que, partindo do Polo Norte, atravessa o Oceano Ártico, América do Norte, Oceano Pacífico, Oceano Antártico, Antártida e chega ao Polo Sul. Forma um círculo máximo com o Meridiano 54 E.
Começando no Polo Norte, o meridiano 126º Oeste tem os seguintes cruzamentos:
| País, território ou mar | Notas                                                                                          |
| ----------------------- | ---------------------------------------------------------------------------------------------- |
| Oceano Ártico           |                                                                                                |
| Mar de Beaufort         |                                                                                                |
| Canadá                  | Territórios do Noroeste - Ilha Banks (extremo ocidental, cerca de 1 km)                        |
| Golfo de Amundsen       |                                                                                                |
| Canadá                  | Territórios do Noroeste Yukon Colúmbia Britânica - continente, Ilha de Vancouver e Ilha Vargus |
| Oceano Pacífico         |                                                                                                |
| Oceano Antártico        |                                                                                                |
| Antártida               | Território não reivindicado                                                                    |